# Jules Bordet
Jules Jean Baptiste Vincent Bordet (Soignies, 13. lipnja 1870. – 6. travnja 1961.), belgijski imunolog i mikrobiolog. Po njemu je nazvan rod bakterija Bordetella.

## Životopis
Liječnik je postao 1892., a 1894. je počeo raditi na Pasteurovom Institutu u Parizu. Opisao je fagocitozu bakterije od bijele krvne stanice. Godine 1898. opisao je hemolizu izazvanu izlaganjem krvnog seruma stranim krvnim stanicama. 
Godine 1900. napustio je Pariz i osnovao je Pasteur Institut u Bruxellesu i otkrio da se bakteriolitički učinak stečenih specifičnih antitijela znatno pojačava in vivo kada su pristune serumske komponente koje je on nazva "alexin" (danas poznate kao komplement). Ovaj mehanizam postao je osnova za razvoj test metoda koje su kasnije omogućile nastanak test metode za otkriće zaraženih sifilisom (točnije za Wassermannov test koji je otkrio August von Wassermann). Danas se te tehnike koriste kod seroloških testiranja za mnoge bolesti.
Godine 1906. je s Octave Gengou izolirao bakteriju Bordetella Pertussis u čistoj kulturi i koju su povezali kao uzročnika hripavca.
Godine 1907. postao je profesor na Sveučilištu u Bruxellesu. 
Godine 1919. dobio je Nobelovu nagradu za fiziologiju ili medicinu za otkriće komplementa u imunološkom sustavu.

## Vanjske poveznice
- http://crishunt.8bit.co.uk/jules_bordet.html  Arhivirana inačica izvorne stranice od 4. veljače 2007. (Wayback Machine) (engl.)
- Nobelova nagrada - životopis (engl.)